# Ichthyaetus
Ichthyaetus är ett släkte med måsfåglar vars arter tidigare förts till det stora släktet Larus. Släktets sex arter förekommer i södra palearktis och är i häckningsdräkt svarthuvade, förutom rödnäbbad trut som har helvitt huvud. 

## Arter
Efter AviList:
- Svarthuvad trut (Ichthyaetus ichthyaetus)
- Reliktmås (Ichthyaetus relictus)
- Rödnäbbad trut (Ichthyaetus audouinii)
- Svarthuvad mås (Ichthyaetus melanocephalus)
- Vitögd mås (Ichthyaetus leucophthalmus)
- Sotmås (Ichthyaetus hemprichii)